# World Community Grid
La World Community Grid (WCG) és una iniciativa creada i coordinada des de l'any 2004 per l'empresa IBM, que té per objectiu crear la xarxa informàtica pública més gran del món, per abordar projectes de recerca científica que beneficiïn a la humanitat. La WCG utilitza, per a la gestió de la xarxa de col·laboració, el programari client Berkeley Open Infrastructure for Network Computing (BOINC), disponible per als sistemes operatius Windows, Linux, MacOS i Android.
El programari BOINC aprofita el temps inactiu d'ordinadors de tot el món i n'utilitza la seva capacitat de càlcul per donar suport als projectes de recerca de la WCG, analitzant aspectes com ara el desxiframent del genoma humà, el Virus de la immunodeficiència humana, el dengue, la distròfia muscular, el càncer, la grip, el virus d'Ebola, el cribratge virtual, els rendiments dels cultius d'arròs, l'energia neta o el canvi climàtic.
Des del mes de març de 2018, l'organització s'ha associat amb 449 altres empreses i organitzacions per ajudar-les en el seu treball, comptant amb més de 52.000 usuaris registrats actius, i un temps de computació total acumulat de més d'1,5 milions d'anys.
Per la facilitat d'instal·lació i configuració del programari client BOINC, es podria englobar la iniciativa WCG dins del concepte de ciència ciutadana, al permetre que qualsevol persona ofereixi els recursos de computació dels seus ordinadors personals, al servei dels projectes de recerca hostatjats per la iniciativa WCG.

## Història
L'any 2003 l'empresa IBM, juntament amb centres de recerca dels Estats Units d'Amèrica, el Regne Unit i el Canadà, varen iniciar el projecte Smallpox Research Grid, amb l'objectiu d'accelerar la recerca d'una cura per a la verola, així com avançar en la lluita contra la guerra biològica.
Per a l'estudi de la verola es va utilitzar la computació distribuïda, amb la finalitat d'analitzar l'efectivitat de diferents fàrmacs contra aquest virus. El projecte va permetre als científics analitzar 35 milions de molècules de fàrmacs que podien tenir un ús potencial contra diverses proteïnes de la verola, per tal de poder identificar medicaments candidats en el tractament de la infecció. En tan sols les primeres 72 hores, es varen retornar 100.000 resultats.
Al finalitzar el projecte, s'havien identificat 44 compostos candidats per a elaborar algun tractament fiable contra la verola. Va ser l'èxit d'aquesta experiència el que va motivar que l'empresa IBM anunciés, el 16 de novembre de 2004, la creació de la World Community Grid (WCG), amb la finalitat de crear una infraestructura informàtica capaç de donar suport a altres projectes de recerca de caràcter humanitari.
En els seus inicis la WCG utilitzava el programari client Grid MP, desenvolupat per l'empresa United Devices. Era aquesta aplicació la que s'encarregava d'administrar i processar les diferents unitats de treball que calia processar en els ordinadors participants, per transferir-ne després els resultats als projectes hostatjats a la plataforma Grid.org. El fet que Grid MP només estigués disponible per al sistema operatiu Windows, així com la creixent demanda de suport per a sistemes basats en Linux, va propiciar l'ús, l'any 2005, del programari lliure Berkeley Open Infrastructure for Network Computing (BOINC) en aquest entorn, per a l'execució de projectes.
BOINC, desenvolupat per la Universitat de California a Berkeley l'any 2002, va néixer inicialment per donar suport al projecte SETI@home, però ràpidament va ser adoptat per altres iniciatives. La seva popularitat, l'increment de projectes i clients que l'adoptaren, així com la seva disponibilitat per a diferents sistemes operatius va fer que, l'any 2007 la WCG, n'iniciés l'adopció per a totes les seves plataformes disponibles, mitjançant una distribució pròpia. Actualment el client utilitzat per la WCG es troba disponible per a Windows, Linux, MacOs i Android.

### Escalabilitat del projecte
A finals de l'any 2004, la WCG havia obtingut 33.842 resultats dels diferents clients participants en el projecte, acumulant 47 anys de computació. L'any 2018 el projecte incorpora més de 54.000 participants actius, els quals han executat més de 4.000.000.000 resultats.

## Funcionament i operativa
BOINC, el programari utilitzat per la WCG utilitza el temps en els quals milers d'ordinadors connectats a Internet es troben inactius, per realitzar càlculs relacionats amb projectes de recerca. Un cop el programari es troba instal·lat en un ordinador, la WGC envia per Internet unitats de treball que s'executen en segon pla, utilitzant els cicles que no s'ocupen de la CPU o GPU de l`ordinador. Quan es completa un treball o una unitat de treball, el programari BOINC envia els resultats a la WCG a través d'Internet i en descarrega una de nova. Una mateixa unitat de treball s'envia a diferents ordinadors clients. Un cop se’n retornen els resultats, aquests es contrasten entre ells, per tal de garantir-ne la fiabilitat i validesa.
A diferència d'altres projectes de recerca que utilitzen la computació distribuïda, com SETI@home o Folding@home que utilitzen xarxes pròpies, la World Community Grid ofereix múltiples projectes humanitaris sota un mateix paraigua. Al incorporar com a projecte la WCG a l'aplicació BOINC, els clients incorporen de manera predeterminada el subconjunt de projectes que en formen part, malgrat que posteriorment poden escollir en quins projectes desitgen participar.

### Possibles problemes potencials
El programari BOINC augmenta l'ús de la CPU dels ordinadors, consumint el temps de processament no utilitzat i incrementant-ne també el consum energètic, sobretot en ordinadors antics, els quals requeriran un consum superior per a la realització dels càlculs.
També cal tenir en compte que, per evitar l'aturada dels ordinadors, la distribució del programari BOINC que utilitza la WCG se serveix amb una configuració predeterminada que després els propis clients poden modificar. Així doncs, l'ús predeterminada de la CPU queda fixada en una 60%. Si s'arribés a un ús del 100%, aquest només es donaria durant 3 segons, baixant després al 0% durant 2 segons per reduir l'ús del processador i garantint el bon funcionament de l'equipament.